# Zingem
Zingem è un comune belga di 6 822 abitanti, situato nella provincia fiamminga delle Fiandre Orientali.